# Солоницын, Анатолий Алексеевич
Анато́лий Алексе́евич Солони́цын (имя при рождении О́тто; 30 августа 1934, Богородск, Горьковский край — 11 июня 1982, Москва) — советский актёр театра и кино. Заслуженный артист РСФСР (1981).

## Биография
Родился 30 августа 1934 года в городе Богородске Горьковского края. Был прямым потомком известного крестьянина-летописца Захара Солоницына, жившего в середине XIX века в деревне Зотово Тоншаевской волости и создавшего сборник исторических преданий о Поветлужье «Ковчег ветлужской старины». Его отец был журналистом, работал ответственным секретарём газеты «Горьковская правда». Настоящее имя Анатолия Солоницына — Отто, в честь Отто Шмидта. После Великой Отечественной войны изменил своё немецкое имя на Анатолий.

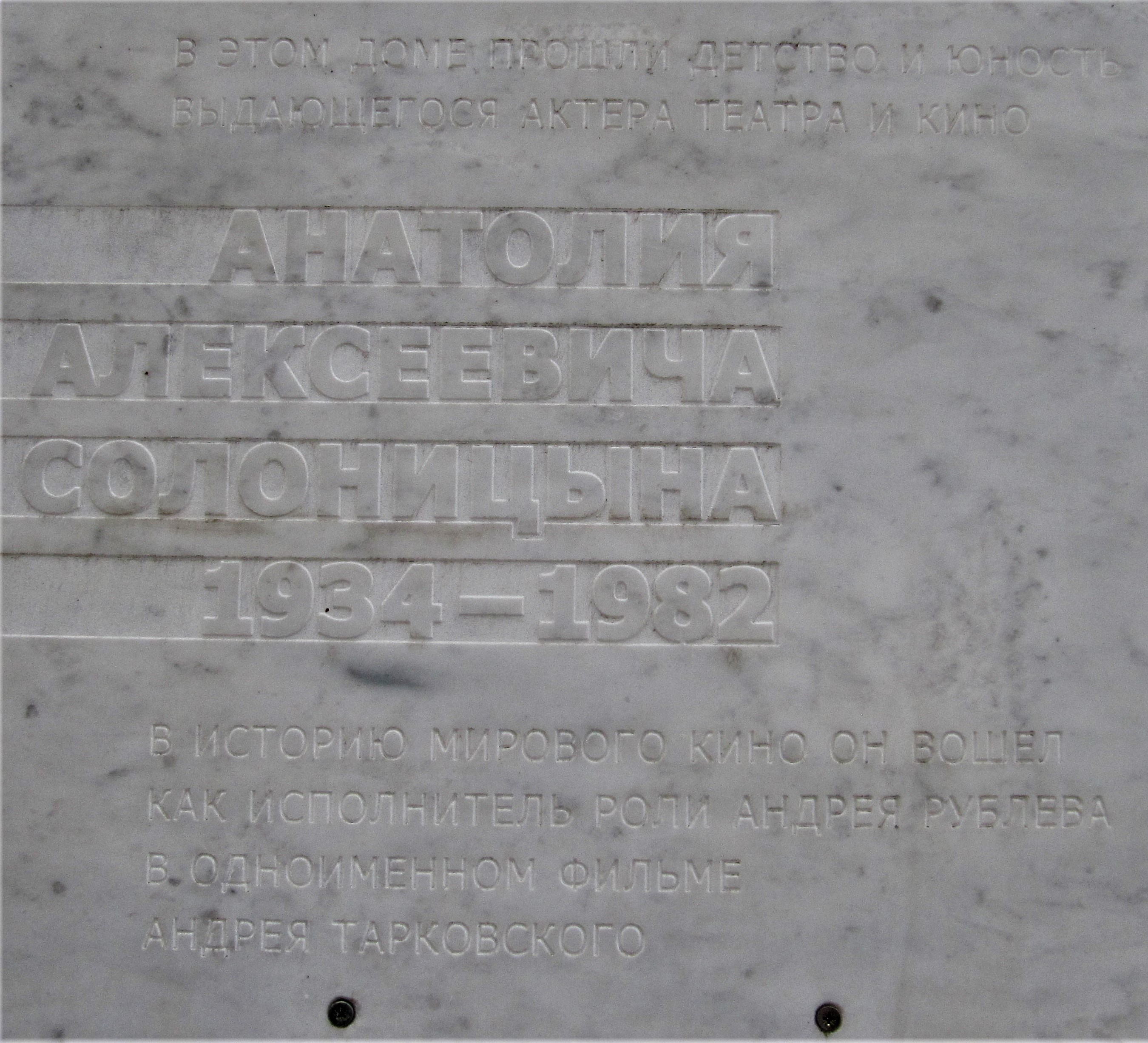
Саратов, ул. Октябрьская 24

После войны семья Солоницына осела в Саратове, родном городе матери по адресу улица Октябрьская, 24. На этом доме установлена мемориальная доска.
Окончив школу, Солоницын поступил в строительный техникум. Получив там специальность слесаря-инструментальщика, он устроился на завод, но его рабочая биография продлилась недолго, так как отца отправили работать в Киргизию, и семья переселилась в город Фрунзе. Там Солоницын стал участвовать в художественной самодеятельности, читал стихи, выступал с куплетами.
В 1955 году Солоницын отправился в Москву, где трижды пытался поступить в ГИТИС. Был принят в Свердловский драматический театр.

### Работа в театре
Окончив учёбу в студии в 1960 году, был принят в штат Свердловского драмтеатра. Здесь он сыграл массу ролей второго плана.
С 1960 по 1972 год был актёром в театрах Свердловска, Минска, Новосибирска, в Государственном русском драматическом театре Эстонской ССР. С 1972 по 1976 год выступал в театре им. Ленсовета. Сменял Свердловск на Таллин, чтобы сыграть у режиссёра Арсения Сагальчика в пьесе Леонида Андреева «Тот, кто получает пощёчины». Ушел из Театра Ленсовета, когда Тарковский позвал его в Москву играть Гамлета в Ленкоме в декабре 1976 года. На следующий год состоялась премьера. Солоницын остался недоволен своей работой, а вскоре Инна Чурикова, игравшая в спектакле Офелию, ушла в декретный отпуск, и постановку закрыли. Марк Захаров не нашел для Солоницына ролей, и тот полностью переключился на кино. Роль Гамлета стала последней работой Солоницына в театре.

### Работа в кино
Анатолий Солоницын дебютировал в кино в главной роли на Свердловской киностудии в картине Глеба Панфилова «Дело Курта Клаузевица» в 1963 году.
Широкая известность пришла к Солоницыну после роли Андрея Рублёва в одноимённом фильме Андрея Тарковского. Прочитав сценарий фильма в журнале «Искусство кино», Анатолий Солоницын взял отпуск в театре и приехал из Свердловска в Москву. Несмотря на сопротивление многочисленных художественных советов, Тарковский утвердил малоизвестного актёра на главную роль. Кандидатуру Солоницына поддержал Савва Ямщиков, выбравший из предложенных Тарковским двадцати фотопроб разных актёров фотопробу Солоницына.
Солоницын настолько вжился в роль, что даже оставил работу в театре, которая мешала ему сосредоточиться на образе Рублёва. С тех пор Андрей Тарковский приглашал Солоницына на съёмки всех своих фильмов.
Для так и неосуществлённой экранизации романа «Идиот», в которой он должен был играть автора, Солоницын хотел сделать пластическую операцию. На слова Тарковского «Ты же тогда больше играть не сможешь с лицом-то Федора Михайловича!» Солоницын ответил: «Если я сыграю Достоевского, зачем мне что-то ещё играть?» Впоследствии Солоницын сыграл Достоевского в фильме «Двадцать шесть дней из жизни Достоевского» и за эту роль получил приз Берлинского кинофестиваля.
В 1972 году вышел «Солярис», где Солоницын сыграл роль доктора Сарториуса. В следующей картине Тарковского, «Зеркало», он сыграл специально придуманную для него эпизодическую роль прохожего. Также очень известной для актёра стала роль Писателя в фильме «Сталкер» 1979 года по мотивам повести Аркадия и Бориса Стругацких «Пикник на обочине».
В 1966 году к Солоницыну поступило два предложения от кинорежиссёров: Глеб Панфилов утвердил его на роль комиссара Евстрюкова в фильме «В огне брода нет», а Лев Голуб — на роль командира продотряда в «Анютиной дороге». Он снимался у Алексея Германа в «Проверке на дорогах», Сергея Герасимова в «Любить человека», Никиты Михалкова в «Своём среди чужих», Ларисы Шепитько в «Восхождении» и многих других.
В 1969 году режиссёр Владимир Шамшурин пригласил актёра на роль казака Игната Крамскова в фильме «В лазоревой степи». На съёмках этого фильма Солоницын заболел воспалением лёгких, но так как съёмочный процесс останавливать надолго было невозможно, актёр продолжал сниматься не долечившись.

### Болезнь и смерть
В 1981 году Солоницыну было присвоено звание заслуженного артиста РСФСР. В том же году состоялась одна из последних значительных работ Солоницына в кино — в фильме Вадима Абдрашитова «Остановился поезд» он сыграл журналиста Малинина. Однако на момент съёмок фильма Солоницын был уже тяжело болен. Во время съёмок он упал с лошади и сильно ушиб грудь. В больнице при обследовании обнаружилось, что у актёра рак легких. Была проведена операция по удалению части лёгкого. Больному о диагнозе решили не сообщать. Через год на съёмках в Белоруссии Анатолию Солоницыну стало плохо. Актёра срочно отправили в Москву в Первый медицинский институт. Врачи обнаружили, что метастазы распространились на позвоночник. Остановить процесс было уже невозможно.
Анатолий Солоницын умер у себя дома 11 июня 1982 года. Похоронен на Ваганьковском кладбище в Москве, участок 37, скульптор памятника на могиле А. Быстров.

### Семья
Первая жена — Людмила Солоницына (Успенская). В прошлом — гримёр на Свердловской киностудии.
Вторая жена (1963—1976) — Лариса Семёновна Солоницына (Сысоева), искусствовед.
- Дочь — Лариса Оттовна Солоницына (род. 1968), окончила киноведческий факультет ВГИК имени С. А. Герасимова (мастерская М. П. Власова и А. Н. Медведева). Директор Музея кино (1 июля 2014 — август 2022). Первый заместитель Председателя Союза кинематографистов России с марта 2020 года. Член Союза кинематографистов РФ, член Гильдии организаторов производства.
  - Внук — Артемий Солоницын (род. 1997).

Третья жена — Светлана (род. 1954), в прошлом — гримёр киностудии Мосфильм.
- Сын — Алексей. Окончил МССШМ, работал следователем. После приглашения Маргариты Тереховой сняться в фильме «Чайка» оставил карьеру следователя. Работник в кинокомпании «Коктебель».

Младший брат — Алексей Алексеевич Солоницын (род. 1938), журналист, кинодраматург, писатель.

## Признание и награды
- Заслуженный артист РСФСР (1981).
- «Серебряный медведь» Берлинского кинофестиваля 1981 года за роль в фильме «Двадцать шесть дней из жизни Достоевского» — номинация «Лучший актёр»[13].
- Именем Солоницына названа улица в Богородске.

## Творчество

### Роли в театре
Анатолий Солоницын сыграл в театре более ста ролей.

### Фильмография
- 1963 — Дело Курта Клаузевица — Курт Клаузевиц
- 1966 — Андрей Рублёв — Андрей Рублёв
- 1967 — В огне брода нет — Иван Евстрюков, комиссар
- 1967 — Анютина дорога — Степан, командир продотряда
- 1968 — Один шанс из тысячи — капитан Мигунько, он же разведчик Вайзинг (роль озвучил Анатолий Кузнецов)
- 1970 — В лазоревой степи — Игнат Крамсков
- 1971 — Проверка на дорогах — Игорь Леонидович Петушков, майор, политрук
- 1972 — Гроссмейстер — отец Сергея Хлебникова
- 1972 — Зарубки на память — Ромус Чербуну
- 1972 — Любить человека — Дмитрий Андреевич Калмыков
- 1972 — Принц и нищий — лорд Сент-Джон
- 1972 — Солярис — Сарториус, астробиолог
- 1974 — Наследники — Алексей Фёдорович Быстров
- 1974 — Зеркало — судебный врач, прохожий
- 1974 — Агония — муж баронессы, полковник
- 1974 — Под каменным небом — полковник Хофмайер
- 1974 — Последний день зимы — Михаил Соловцов
- 1974 — Свой среди чужих, чужой среди своих — председатель губкома Василий Сарычев
- 1975 — Воздухоплаватель — Анри Фарман, хозяин авиашколы
- 1975 — Между небом и землёй — Орлов, полковник
- 1975 — Память — профессор Буров, врач
- 1975 — Там, за горизонтом — Василий Бочажников
- 1975 — Доверие — Шотман
- 1976 — Восхождение — Павел Гаврилович Портнов
- 1976 — Легенда о Тиле — Рыбник
- 1976 — Пока стоят горы — следователь
- 1977 — А у нас была тишина… — Петруха
- 1977 — Сумка инкассатора — Иван Трофимович
- 1977 — Юлия Вревская — доктор Павлов
- 1978 — Поворот — Константин Королёв, сын погибшей
- 1978 — Предвещает победу — Виктор Вершинин, дворянин, офицер, инженер
- 1978 — Трасса — Лев Николаевич Сливин, работник министерства (роль озвучил Игорь Ефимов)
- 1979 — Сталкер — писатель
- 1979 — Телохранитель — Султан-Назар, шейх
- 1979 — Бумеранг (короткометражка) — шериф Маклейн
- 1980 — Двадцать шесть дней из жизни Достоевского — Фёдор Михайлович Достоевский
- 1980 — Из жизни отдыхающих — Толик Чикин
- 1980 — Сергей Иванович уходит на пенсию — Владимир Васильевич, знакомый Наташи
- 1980 — Таинственный старик — Кондратий Фаддеич, скупщик краденого
- 1981 — Мужики!.. — отец Павлика, художник (роль озвучил Юрий Назаров)
- 1981 — Тайна записной книжки — Мартын Мартынович
- 1981 — Шляпа — отчим Ани
- 1981 — Хатан-Батор / Khatan-Bator — генерал Бакич
- 1982 — Разговор
- 1982 — Остановился поезд — Игорь Малинин, журналист
- 1982 — Раскиданное гнездо — незнакомый странник